# Volkswagen L1
O L1 é um carro concept supereconômico com capacidade para duas pessoas, apresentado pela Volkswagen na edição de 2009 do IAA.

## Aspetos Gerais

### Motor
A potência do carro é de 22 kw (29 cv).